# Jan Schürnbrand
Jan Schürnbrand (* 27. Juli 1972 in Berlin; † 23. Oktober 2016 in Tübingen) war ein deutscher Jurist und Hochschullehrer an der Friedrich-Alexander-Universität Erlangen-Nürnberg und der Eberhard Karls Universität Tübingen.

## Leben
Nach Abitur in Göttingen und Zivildienst in Freiburg im Breisgau begann Schürnbrand 1993 ein Studium der Rechtswissenschaften an der Universität Konstanz, das er nach einem Studienaufenthalt an der Universität Poitiers 1998 mit dem Ablegen des Ersten Juristischen Staatsexamens an der Universität München beendete. Nach seinem Zweiten Staatsexamen 2000 arbeitete er ab 2001 in verschiedenen Positionen am Lehrstuhl von Mathias Habersack an der Universität Mainz. Bei diesem promovierte Schürnbrand 2002. 2007 schloss er dort seine Habilitation ab.
Von 2008 bis 2012 hatte Schürnbrand den Lehrstuhl für Bürgerliches Recht, Handels- und Gesellschaftsrecht, Wirtschaftsrecht an der Universität Erlangen-Nürnberg inne. 2012 wechselte er auf den Lehrstuhl für Bürgerliches Recht, Handels- und Gesellschaftsrecht, Rechtsvergleichung an der Universität Tübingen, den er bis zu seinem Tod innehatte.
Am 23. Oktober 2016 verstarb Jan Schürnbrand in Tübingen. Er hinterließ eine Ehefrau und drei Kinder.

## Veröffentlichungen (Auswahl)
- Der Schuldbeitritt zwischen Gesamtschuld und Akzessorietät. Duncker & Humblot, Berlin 2003, ISBN 978-3-428-11228-9. (Dissertation)
- Organschaft im Recht der privaten Verbände. Mohr Siebeck, Tübingen 2007, ISBN 978-3-16-149467-3. (Habilitationsschrift)
- Examens-Repetitorium Verbraucherschutzrecht. 2. Auflage. C.F. Müller, Heidelberg 2014, ISBN 978-3-8114-9367-4.